# 2. deild Wysp Owczych (2010)
W roku 2010 odbyła się 34. edycja 2. deild Wysp Owczych – trzeciej ligi piłki nożnej Wysp Owczych. W rozgrywkach brało udział 10 klubów z całego archipelagu. Dwa kluby z pierwszych miejsc awansowały do 1. deild. W sezonie 2010 były to: Skála ÍF oraz 07 II Vestur. Kluby z ostatnich miejsc spadały do 3. deild, a w roku 2010 były to: Víkingur III Gøta i MB Miðvágur.

## Uczestnicy
| Uczestnicy 2. deild Wysp Owczych 2009                                                                         | Uczestnicy 2. deild Wysp Owczych 2009 | Uczestnicy 2. deild Wysp Owczych 2009 | Uczestnicy 2. deild Wysp Owczych 2009 |
| --- | ------------------------------------- | ------------------------------------- | ------------------------------------- |
| 07II | 07 II Vestur                          | 2                                     |                                       |
| KÍII | KÍ II Klaksvík                        | 4                                     |                                       |
| B36II | B36 II Tórshavn                       | 5                                     |                                       |
| TB II | TB II Tvøroyri                        | 6                                     |                                       |
| ÍF II | ÍF II Fuglafjørður                    | 7                                     |                                       |
| VÍKIII | Víkingur III Gøta                     | 8                                     |                                       |
| Spadek z 1. deild Wysp Owczych 2009                                                                           |                                       |                                       |                                       |
| SKÁ | Skála ÍF                              | 9                                     |                                       |
| MB | MB Miðvágur                           | 10                                    |                                       |
| Awans z 3. deild Wysp Owczych 2009                                                                            |                                       |                                       |                                       |
| FCSII | FC II Suðuroy                         |                                       |                                       |
| FCHII | FC II Hoyvík                          |                                       |                                       |
| Oznaczenia: - kolumna pierwsza – skróty nazw drużyn, - kolumna trzecia – miejsce zajęte w poprzednim sezonie. |                                       |                                       |                                       |

## Tabela ligowa
| Lp. | Drużyna               | M  | Z  | R | P  | Bramki | Bramki | Różn. | Pkt | Uwagi              |
| --- | --------------------- | -- | -- | - | -- | ------ | ------ | ----- | --- | ------------------ |
| 1   | Skála ÍF (M) (A)      | 18 | 13 | 2 | 3  | 67     | 17     | +50   | 41  | Awans do 1. deild  |
| 2   | FC II Hoyvík          | 18 | 13 | 1 | 4  | 49     | 29     | +20   | 40  |                    |
| 3   | 07 II Vestur (A)      | 18 | 11 | 3 | 4  | 60     | 31     | +29   | 36  | Awans do 1. deild  |
| 4   | B36 II Tórshavn       | 18 | 10 | 5 | 3  | 47     | 18     | +29   | 35  |                    |
| 5   | KÍ II Klaksvík        | 18 | 8  | 2 | 8  | 46     | 47     | −1    | 26  |                    |
| 6   | EB/Streymur II        | 18 | 8  | 1 | 9  | 38     | 39     | −1    | 25  |                    |
| 7   | TB II Tvøroyri        | 18 | 5  | 2 | 11 | 36     | 55     | −19   | 17  |                    |
| 8   | ÍF II Fuglafjørður    | 18 | 4  | 2 | 12 | 26     | 63     | −37   | 14  |                    |
| 9   | Víkingur III Gøta (S) | 18 | 2  | 6 | 10 | 24     | 55     | −31   | 12  | Spadek do 3. deild |
| 10  | MB Miðvágur (S)       | 18 | 3  | 2 | 13 | 22     | 61     | −39   | 11  | Spadek do 3. deild |